# Etelwardo Sigismondi
Etelwardo Sigismondi, detto Etel (Vasto, 29 settembre 1974), è un politico italiano, senatore della Repubblica dal 13 ottobre 2022.

## Biografia
Nato a Vasto nel 1974, conseguì la laurea in architettura nel 2005 presso l'Università degli Studi "Gabriele d'Annunzio", iscrivendosi all'albo degli architetti l'anno successivo.

### Attività politica
Entrato in politica nelle file di Alleanza Nazionale, diventò consigliere comunale a Vasto dal 1998 al 2006. Nel 2009 confluì nel Popolo della Libertà e in quello stesso anno venne eletto consigliere provinciale della provincia di Chieti, incarico che mantenne fino al 2014. Dal 2008 al 2016 tornò a essere consigliere comunale nella sua città natale e nel 2012 fonda Fratelli d'Italia in Abruzzo. Fu quindi nominato nel 2015 segretario regionale del partito, dapprima congiuntamente e dal 2018 singolarmente. A seguito delle elezioni regionali in Abruzzo del 2019 venne inoltre nominato capo della segreteria del presidente della regione Marco Marsilio.
Alle elezioni politiche del 2022 è stato candidato nel collegio plurinominale Abruzzo - 01 del Senato come capolista di Fratelli d'Italia, risultando eletto per la XIX legislatura. Al Senato della Repubblica è membro dell'8ª commissione permanente (Ambiente, transizione ecologica, energia, lavori pubblici, comunicazioni, innovazione tecnologica) dal 9 novembre 2022.
Dal 17 maggio 2023 è componente della Commissione parlamentare antimafia, insediatasi il successivo 23 maggio, nel giorno del ventunesimo anniversario della strage di Capaci. Il 7 settembre del 2023 viene nominato quale membro della Commissione parlamentare per le questioni regionali.